# Gronówek
Gronówek – wieś w Polsce, położona w województwie łódzkim, w powiecie sieradzkim, w gminie Złoczew.
| SIMC    | Nazwa       | Rodzaj    |
| ------- | ----------- | --------- |
| 0722437 | Andrzejówka | część wsi |

W latach 1975–1998 miejscowość administracyjnie należała do województwa sieradzkiego.